# Blind Channel
Blind Channel er et finsk post-hardcore band.
De repræsenterede Finland i Eurovision Song Contest 2021 i Rotterdam, Holland, med sangen "Dark Side". de endte på en 6.plads i finalen

## Diskografi
- Revolutions (2016)
- Blood Brothers (2018)
- Violent Pop (2020)
- Lifestyles Of The Sick And Dangerous(2022)
- Exit Emotions(2024)